# La marquesa de Lazán

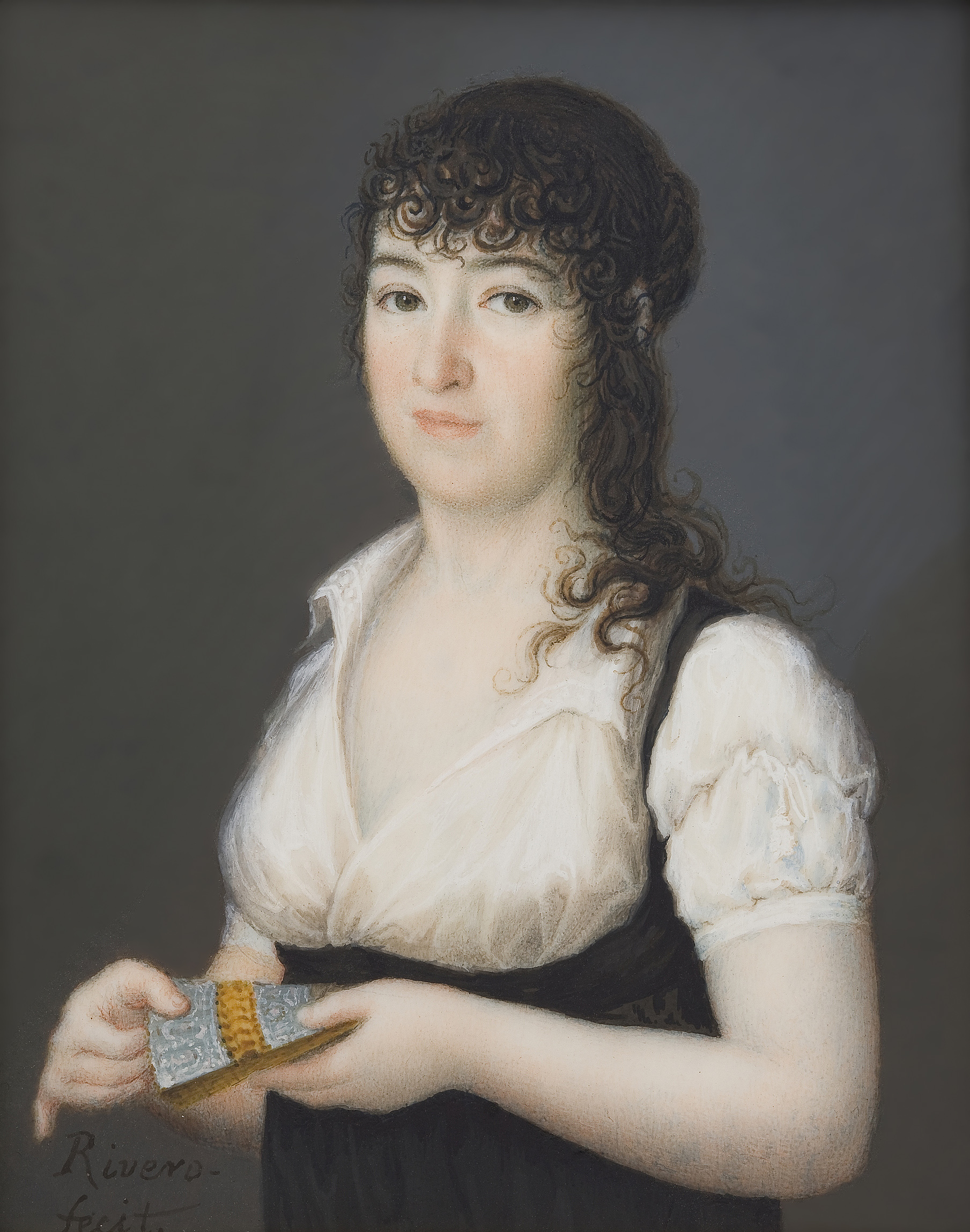
Gouache de la marquesa de Lazán por José Alonso del Rivero, c.1805, Museo del Prado, Madrid.

María Gabriela de Palafox y Portocarrero (Madrid, 18 de marzo de 1779-Madrid, 21 de junio de 1823), hija de Felipe Antonio Palafox y Croy, VI marqués de Ariza, y de María Francisca de Sales Portocarrero y Fernández de Córdoba, VI condesa de Montijo. Contrajo matrimonio con solo 14 años, en 1797 con su primo Luis Rebolledo de Palafox y Melzi, (1772-1843), IV marqués de Lazán, VI marqués de Cañizar, XI marqués de Navarrés y VII marqués de San Felices de Aragón. Fue perseguida por la Inquisición por defender las ideas jansenistas heredadas de su madre; acusada y encarcelada en 1821 por conspirar contra el régimen constitucional, fue puesta en libertad a los pocos días tras ser demostrada su inocencia. Era hermana de la marquesa de Villafranca y del conde de Teba.

## Retratos

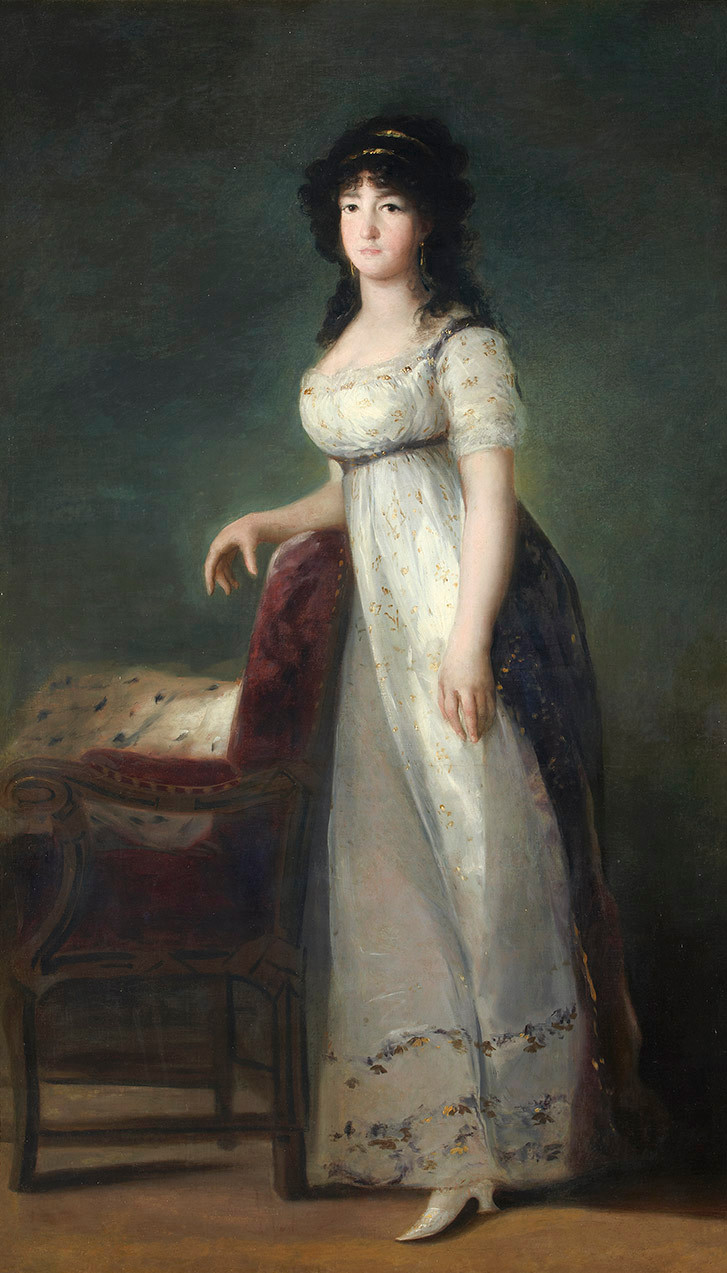
Retrato de la marquesa de Lazán por Goya, 1800-1804, Fundación Casa de Alba, Palacio de Liria, Madrid.

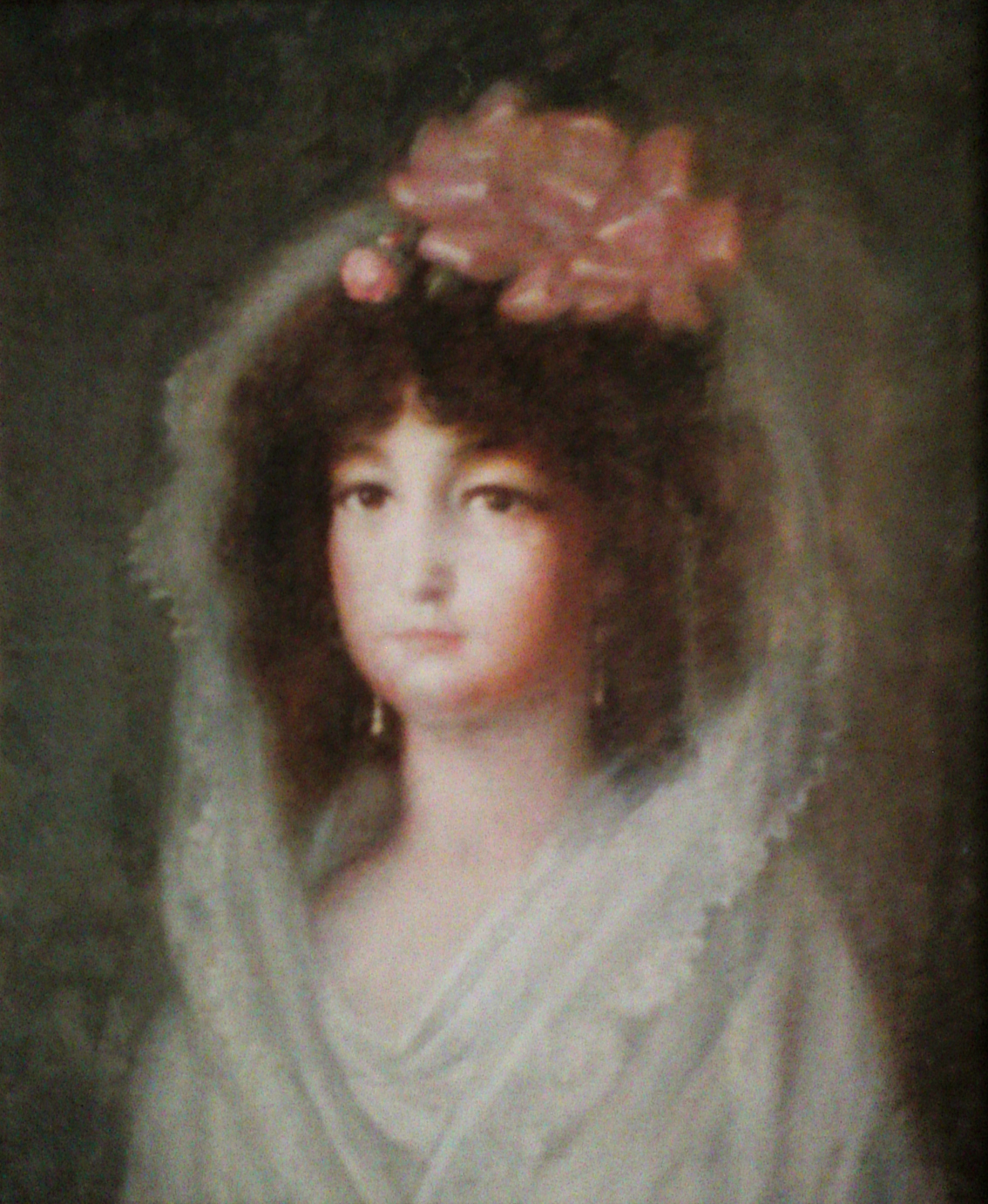
Retrato de la marquesa de Lazán por Goya, años 1790, colección Hidalgo de Rivas, Málaga. Desaparecido en 1998 por robo.

La marquesa de Lazán fue pintada en varias ocasiones por diversos artistas. En la década de 1790 fue pintada por Francisco de Goya. Dicha pintura, que fue certificada en 1997 por José Luís Morales y Marín y por Pierre Gassier, formaba parte de la colección Hidalgo de Rivas de Málaga, pero fue robado en 1998. Muestra un fragmento de lo que en su día pudo ser una obra mayor. Comparada en cuanto a similitudes, esquematismo y características con el realizado a la "Marquesa de La Solana" en 1794-1795, este retrato muestra a la joven con una belleza y delicadeza aún más notorias que el realizado posteriormente entre 1800 y 1804. La elegancia y el refinamiento que mostraba la dama con tan solo 16 años, la hacía una de las jóvenes más bellas de la corte madrileña. Un cierto aire de cortesía y gracia es el que impregna el maestro para mostrarnos a esta y otros personajes de la aristocracia española de los siglos XVIII y XIX, indicándonos que esta era la principal preocupación del genial artista, y siempre transmitiendo sensaciones al espectador. Los colores empleados, al igual que en otra de sus obras de corte igualitario, juegan en una armonía de tonos fríos en conjunción con las carnaduras cálidas del personaje. Muestra una pincelada bastante suelta, que suaviza en el rostro, recordando incluso algunas influencias de uno de los retratistas del siglo XVIII que Goya admiraba, el inglés Gainsborough.
La segunda obra de Goya es posesión de la Fundación Casa de Alba y se encuentra en el Palacio de Liria de Madrid. La fecha de este retrato está comprendida entre 1800 y 1804, y está considerado uno de los retratos femeninos más hermosos del pintor. Estuvo atribuido por el historiador Martín Soria a su ayudante Agustín Esteve. 
También el pintor José Alonso del Rivero realizó en 1805 un gouache sobre marfil de la marquesa de Lazán que ahora se encuentra en el Museo del Prado.